# Just an illusion (Imagination)
Just an illusion is de vierde single van Imagination. Het is afkomstig van hun album In the heat of the night.
Just an illusion is geschreven door het producentenduo Tony Swain en Steve Jolley (destijds werkend voor The Muppet Show), samen met groepsleden Leee John en Ashley Ingram. Van het liedje zijn drie versies in omloop gebracht:
- Just an illusion op de 7”-single is 3:55 lang, de B-kant 3:40
- Just an illusion op het album duurt 6:27;
- Just an illusion op de 12”-single duurt 6:25; de B-kant 5:10

Leee John was eigenlijk meer een acteur dan zanger.

## Hitnotering
Het was Imaginations vierde hit in de UK Singles Chart en ook hun grootste. Ze stonden elf weken in die top 50 met als hoogste notering plaats 2, afgestopt door Goombay Dance Band met Seven tears. In Nederland was het na Body Talk hun tweede hit, maar eveneens de grootste. Het haalde niet de Billboard Hot 100, maar wel de bijbehorende nichelijsten.

### Nederlandse Top 40
| Positie: | 35 | 25 | 15 | 11 | 8 | 10 | 19 | 28 | uit |

### NederlandseNationale Hitparade top 50
| Positie: | 31 | 21 | 17 | 13 | 12 | 13 | 13 | 17 | 27 | 46 | uit |

### BelgischeBRT Top 30
| Positie: | 17 | 13 | 20 | 19 | 16 | 12 | 13 | 19 | 29 | uit |

### VlaamseUltratop 30
| Positie: | 21 | 16 | 15 | 15 | 12 | 10 | 9 | 18 | 30 | uit |

### NPO Radio 2 Top 2000
Just an Illusion stond alleen in 1999 in de NPO Radio 2 Top 2000, op plek 1490.

## Covers
Er zijn een aantal covers bekend. Destiny's Child nam het op voor hun debuutalbum. Voor Nederland en België zong Günther Neefs het een keer in. Leee John was ook in een andere versie van het lied te horen; het Duitse Dero nam het op in Dero's illusion.
Er is geen relatie met het gelijknamige lied uit 1983 van de band BZN.